# Reprezentacja Abchazji w piłce nożnej mężczyzn
Reprezentacja Abchazji w piłce nożnej nie jest członkiem Międzynarodowej Federacji Piłki Nożnej (FIFA) ani Azjatyczkiej Konfederacji Piłkarskiej (AFC). W meczu przeciwko Kubaniowi Krasnodar w bramce męskiej reprezentacji Abchazji zagrała kobieta Elvira Todua. Ich "Abchaski Autonomiczny Związek Piłki Nożnej" (gruz. აფხაზეთის ავტონომიური რესპუბლიკის ფეხბურთის ფედერაცია, ang. Abkhazia Autonomous Republic Football Federation) należy do Gruzińskiego Związku Piłki Nożnej

## Mecze międzynarodowe
| 23.06.2012 | Abchazja                      | Abchazja        | 2–1 | Kubań Krasnodar |
| 25.09.2012 | Suchumi (Abchazja)            | Abchazja        | 1–1 | Górski Karabach |
| 21.09.2012 | Stepanakert (Górski Karabach) | Górski Karabach | 3–0 | Abchazja        |